# آیزاک نیوتن
سِر آیزاک نیوتُن (انگلیسی: Sir Isaac Newton؛ ۲۵ دسامبر ۱۶۴۲ – ۲۰ مارس ۱۷۲۶/۲۷) ریاضی‌دان، فیزیک‌دان، اخترشناس، متخصص الهیات و نویسنده (در روزگار خود شناخته شده به‌عنوان یک فیلسوف طبیعت) اهل انگلستان بود که به‌عنوان یکی از مؤثرترین دانشمندان کل تاریخ و یک شخصیت کلیدی در انقلاب علمی شناخته می‌شود. کتاب او اصول ریاضی فلسفه طبیعی که برای نخستین بار در سال ۱۶۸۷ منتشر شد، مبانی مکانیک کلاسیک را بنا نهاد. همچنین او سهم بزرگی در نورشناسی ایفا کرد. او و گوتفرید لایبنیتس، به‌طور همزمان و مستقل حساب دیفرانسیل و انتگرال را ایجاد کردند.
نیوتن فرمولی برای قوانین حرکت و گرانش جهان وضع کرد که دیدگاه غالب علمی را تا پیش از ارائه نظریه نسبیت تشکیل می‌داد. نیوتن از برهان‌های ریاضی پیرامون گرانش برای اثبات قوانین حرکت سیاره‌ای کپلر استفاده کرد. او با بررسی و تشریح جزر و مد، مسیر پرواز دنباله‌دارها، پیش‌روی محوری و سایر پدیده‌ها، تردید در مورد درستی خورشیدمرکزی بودن منظومه شمسی را از بین برد. او نشان داد که حرکت اشیا روی زمین و اجرام آسمانی می‌تواند با اصول مشابهی محاسبه شوند. استنباط نیوتن مبنی بر اینکه زمین کروی با حالت تخت (شعاع قطبی کمتر از شعاع استوایی) است، با اندازه‌گیری‌های هندسی توسط موپرتوئی، لا کانداماین و سایرین تأیید شد و اکثر دانشمندان اروپایی را بر برتری مکانیک نیوتنی بر سیستم‌های قدیمی متقاعد ساخت.
نیوتن نخستین تلسکوپ بازتابی کاربردی را ساخت و نظریه پیشرفته‌ای از نور مبنی بر مشاهده تجزیه نور سفید در منشور به طیف‌های مرئی، ایجاد کرد. بررسی‌های او در مورد نور در کتاب مؤثرش اپتیکس جمع‌آوری و در سال ۱۷۰۴ منتشر شد. او همچنین قانون تجربی سرد شدن را فرمول بندی کرد، نخستین محاسبه نظری سرعت صوت را انجام داد و مفهوم سیال نیوتنی را تعریف کرد. او به‌عنوان یک ریاضی‌دان نیز در مطالعه سری توانی، تعمیم دادن بسط دوجمله‌ای به توان‌های غیر عدد صحیح و ایجاد کردن روشی برای تقریب زدن ریشه‌های یک تابع نقشی قابل توجه در پیشبرد ریاضی ایفا کرد.
نیوتن از اعضای کالج ترینیتی و دومین دارنده کرسی ریاضیات لوکاسین در دانشگاه کمبریج بود. او مسیحی بود و به کتاب مقدس مسیحی باور داشت، اما تفاسیر و عقایدش از کتاب مقدس با عقاید معمول مسیحیان متفاوت بود، به‌طوری که تثلیث را غیر عامیانه و دور از دیدگاه عموم رد کرد. برخلاف اعضای دانشکده کمبریج در آن دوران، وی از پذیرفتن دستورهای مقدس کلیسای انگلستان امتناع کرد. علاوه بر کارهای مربوط به علوم ریاضی، وقت زیادی را برای مطالعه علم کیمیا و شرح تاریخ مطابق کتاب مقدس صرف کرد. اما بیشتر کارهای او در این زمینه‌ها تا مدت‌ها پس از مرگش منتشر نشد. او از دید سیاسی و شخصیتی با حزب ویگ گره خورده بود. نیوتن دو دوره کوتاه در سال‌های ۹۰–۱۶۸۹ و ۰۲–۱۷۰۱ به‌عنوان عضوی از پارلمان دانشگاه کمبریج خدمت کرد. در سال ۱۷۰۵ نیز توسط ملکه آن عنوان شوالیه دریافت کرد. او سه دهه پایانی عمرش را در لندن، در جایگاه‌های ناظر (۱۷۰۰–۱۶۹۶) و ارباب (۱۷۲۷–۱۷۰۰) ضرابخانه سلطنتی و همچنین رئیس انجمن سلطنتی (۱۷۲۷–۱۷۰۳) گذراند.

## زندگی
آیزاک نیوتن در نیمه شب سال نو ۱۶۴۲ زاده شد. او کودکی زودرس و به‌قدری رنجور بود که پزشکان به زنده ماندنش امید چندانی نداشتند. پدرش که کشاورزی مرفه بود سه ماه پیش از تولد او از دنیا رفته بود و هانا، مادرش، به هنگامی که نیوتن تنها کودکی خردسال بود او را رها کرد. مادربزرگ نیوتن این کودک رنجور را به تنهایی بزرگ کرد. خانهٔ مادربزرگ او در وولزثروپ بزرگ و راحت بود. آن‌ها فقیر نبودند، اما بزرگ‌کردن آیزاک که کودکی رنجور بود برای مادربزرگش آسان نبود.
در سال تولد آیزاک نیوتن، جنگ‌های داخلی انگلستان آغاز شد. نبردهای خونینی میان گارد سلطنتی و طرفداران مجلس درگرفت. جنگ که تمام شد، نیوتن شش ساله بود. چندپاره‌شدن کشور، که از رویدادهای مهم تاریخ آن به‌شمار می‌رفت، آن را جولان‌گاه پروتستان‌ها کرد. بیشتر مردمان محل زندگی نیوتن (لینکلن‌شر) طرف‌دار مجلس بودند، ولی خانوادهٔ او طرف‌دار پادشاه بود. این مشکلات سیاسی بر زندگی او تأثیر فراوان داشت.
در این هنگام مادر او با بارناباس اسمیت، ازدواج کرد و اسحاق نیوتون را نزد مادربزرگش نهاد؛ که احتمالاً همین طرد شدن در کودکی توسط مادرش زمینه‌ساز عقاید زن‌ستیزانه نیوتن شد و موجب شد نیوتن هیچ‌وقت ازدواج نکند. او هیچگاه با مادربزرگش صمیمی نبود و همیشه از مادر و ناپدریش بیزار بود؛ او حتی در دفترچه خاطرات خود نوشته بود که دوست دارد مادر و ناپدری‌اش را زنده‌زنده بسوزاند و خانه را بر سرشان خراب کند. نیوتن در خانهٔ مادربزرگش بیشتر روز را به ساخت الگوهای مکانیکی می‌پرداخت. او علاقهٔ زیادی به این کار داشت.
نیوتن در ده سالگی شاهد مرگ ناپدری‌اش بود و به خاطر آن احساس شادمانی می‌کرد، چرا که از او بیزار بود. با مرگ ناپدری، مادرش به همراه سه بچه از شوهر دومش به وولزثروپ بازگشت، نیوتن از مادرش متنفر بود و حتی پس از بازگشت مادرش، رابطه او و مادرش هیچ‌وقت خوب نشد؛ نیوتن تا آخر عمر مادرش را نادیده می‌گرفت و به او توجه‌ای نمی‌کرد؛ دو سال بعد نیوتن وارد دبیرستان گرانثام شد. حال او با عمویش در شهر زندگی می‌کرد. نیوتن کم‌جان بود و نمی‌توانست در بازی‌های خشن شرکت کند. در چهارده سالگی او یک روز با یکی از بچه‌های قلدر مدرسه گلاویز شد و بینی او را شکست. این اتفاق او را به یک قهرمان تبدیل کرد و باعث تشویق دیگر بچه‌ها و دلگرمی او شد.
آیزاک جوان در ۱۶۶۱، در هجده سالگی وارد دانشگاه کمبریج شد اما مادر او حاضر نبود مخارج دانشگاه را بپردازد. از این رو وی به گروه «سابسایزرها» پیوست. سابسایزرها دانشجویانی بودند که به جای پرداخت شهریه، اتاق‌ها را نظافت می‌کردند یا در سالن غذاخوری، پیش‌خدمت می‌شدند.

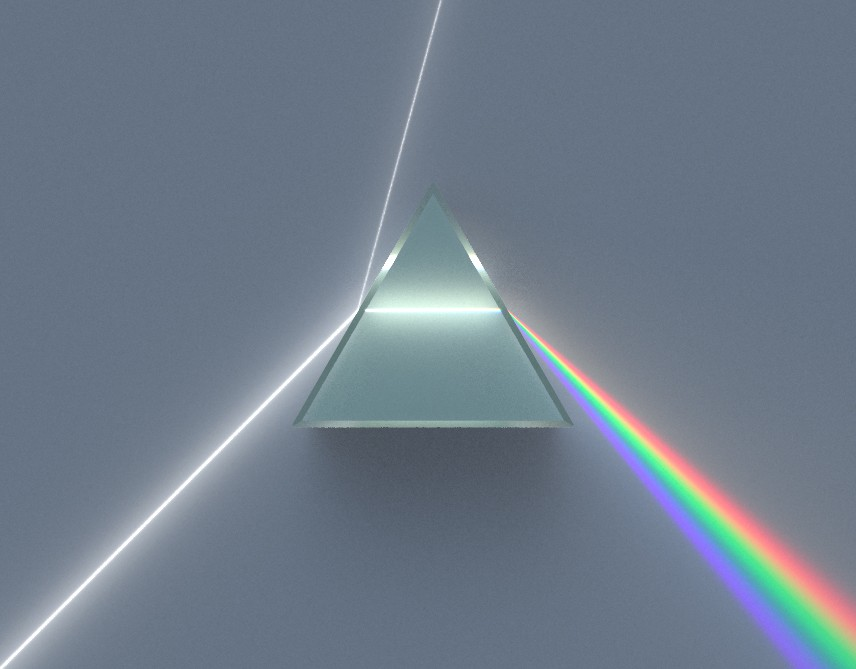
تصویری از یک منشور پراکنده که نور سفید را به رنگ‌های طیف جدا می‌کند، همان‌طور که نیوتن کشف کرد.

در یکشنبه‌ای در اواخر بهار ۱۶۶۴ آیزاک و دوستش، جان ویکنز به سیرکی که به‌تازگی در کمبریج برپا شده‌بود رفتند. در این سیرک آیزاک متوجه چیز درخشنده‌ای شد. آن چیز یک منشور بود. او دریافت که با آن منشور می‌تواند آزمایش‌های جالبی کند. از این رو بی‌درنگ آن را خرید. مردم آن زمان فکر می‌کردند که اثر رنگین‌کمانی از خواص منشور است و تابش نور به منشور این خاصیت را از درون منشور آزاد می‌کند. نیوتن دست به چندین آزمایش زد و از چند منشور استفاده کرد. نتایج او امروزه، بخشی از قوانین فیزیک هستند. او پی برد که «آنچه ما از چیزها می‌بینیم، بازتاب نور از سطح آن‌هاست».
نیوتن پس از این موفقیت‌های علمی در ۱۶۶۵ مدرک لیسانس علوم انسانی گرفت. حال او می‌توانست چهار سال دیگر در کالج ترینیتی تحصیل کند. او مایل بود از این پس به مسئلهٔ جاذبه بپردازد. اما در این سال طاعون در انگلستان شایع شد. به‌همین دلیل دانشگاه تعطیل شد و نیوتن به لینکلن‌شر بازگشت.
نیوتن در این فکر بود که چگونه سیاره‌ها بر مدار خود پیرامون خورشید می‌گردند بی‌آنکه نیرویی در کار باشد. او هنگامی که در باغ خانهٔ مادری خود در حال فکر به این بود، سیبی از درخت فرو افتاد و او پی برد که دلیل افتادن سیب، همان دلیل گردش سیاره‌ها به دور خورشید است. خورشید نیروی کششی به سیاره‌ها وارد می‌کند و همان نیرو را زمین به ماه. اما پرسشی دیگر برای وی پیش‌آمد؛ چرا سیاره‌ها به روی خورشید فرو نمی‌افتند؟ او چند روز به این فکر کرد اما پاسخی نیافت. درست همان زمان که او بار و بنهٔ خود را برای بازگشت به دانشگاه کمبریج می‌بست، پاسخ را یافت. او بازی بچه‌ها در مدرسه را به‌خاطر آورد. بازی این‌گونه بود که بازیکن باید سطل آبی را در هوا می‌چرخاند و برنده کسی بود که سطل را، بدون اینکه آب از آن بریزد، در هوا بچرخاند. نیوتن دلیل چرخش سیاره‌ها به‌دور خورشید، بدون آنکه بر خورشید فرو افتند را دریافته بود. این پدیده که نیازمند سرعت جانبی است، در اثر یک نیروی مرکزگرا است. او پس از چند آزمایش کشف کرد که نیروی جاذبه از قانون عکس مجذور فاصله پیروی می‌کند.
در زمان گالیله فقط تلسکوپ‌های شکستی وجود داشت که بزرگ‌نمایی و وضوح خوبی نداشتند. نیوتن با استفاده از نبوغ و تجربه‌اش در ساخت مدل‌های مکانیکی، تلسکوپ بازتابی را، که انقلابی در علم به‌شمار می‌رفت، اختراع کرد. نیوتن برای اختراع تازه‌اش مشهور شد و پس از چندی به انجمن سلطنتی پیوست. او در نخستین سخنرانی‌اش با دانشمند بزرگ هم عصرش یعنی رابرت هوک دیدار کرد و میان این دو مشاجره درگرفت. هوک خود را دربارهٔ نور، خبره می‌دانست و نظرات نیوتن را رد می‌کرد.
پس از چندی، نیوتن فیزیک را رها کرد و به کیمیاگری (پایهٔ شیمی امروز) پرداخت. اما در همین ایام؛ هانا مادر او؛ در سن ۵۵ سالگی درگذشت، ولی نیوتن همچنان به فعالیت‌های علمی خود ادامه داد.
در ۲۸ آوریل ۱۶۸۶ نیوتن کتاب اصول ریاضی فلسفهٔ طبیعی را چاپ کرد و نسخهٔ اول آن را به انجمن سلطنتی فرستاد. اما در نیمه‌شب همان روز هوک مدعی شد که قوانین نیوتن را قبلاً کشف کرده است.
در ۱۶۹۶ نیوتن رئیس ضرابخانهٔ سلطنتی و چند سال بعد سرپرست انجمن سلطنتی شد. در این مدت او متقاعد شد که اکتشافات خود در زمینهٔ نور را به نام «نورشناخت» منتشر کند. یک سال بعد، ملکه آن به او لقب شوالیه (سِر) داد.
آیزاک نیوتن در ۲۰ مارس ۱۷۲۶ یا ۱۷۲۷ در سن ۸۴ سالگی به مرگ طبیعی درگذشت؛ او هیچ‌وقت ازدواج نکرد و فرزندی نداشت.

## از کودکی تا استادی
پس از به پایان بردن آموزش‌های آغازین در مدرسه گِرَنتام، نیوتن در ۱۶۶۱ به سفارش عمویش، که در کالج ترینیتی دانشگاه کمبریج درس خوانده‌بود، وارد آن‌جا شد. در آن دوران درس‌ها بیشتر بر پایهٔ آموزه‌های ارسطو بود، اما نیوتن ترجیح می‌داد که با اندیشه‌های پیش‌گامانهٔ فیلسوفان نوگرایی چون دکارت، گالیله، کوپرنیک و کپلر آشنا شود. در ۱۶۶۵ او قضیهٔ دو جمله‌ای در جبر را کشف کرد. یافته‌ای که بعدها به ابداع حساب دیفرانسیل انجامید. نیوتن نخستین مدرک دانشگاهی خود را در ۱۶۶۵ دریافت کرد اما وقتی می‌خواست به دورهٔ کارشناسی ارشد وارد شود، دانشگاه کمبریج بر اثر همه‌گیری طاعون در لندن بسته شد و نیوتن به روستایش بازگشت. در دو سال بعد، او در خانه‌اش به مطالعات خود در حساب، نورشناسی و گرانش ادامه داد.

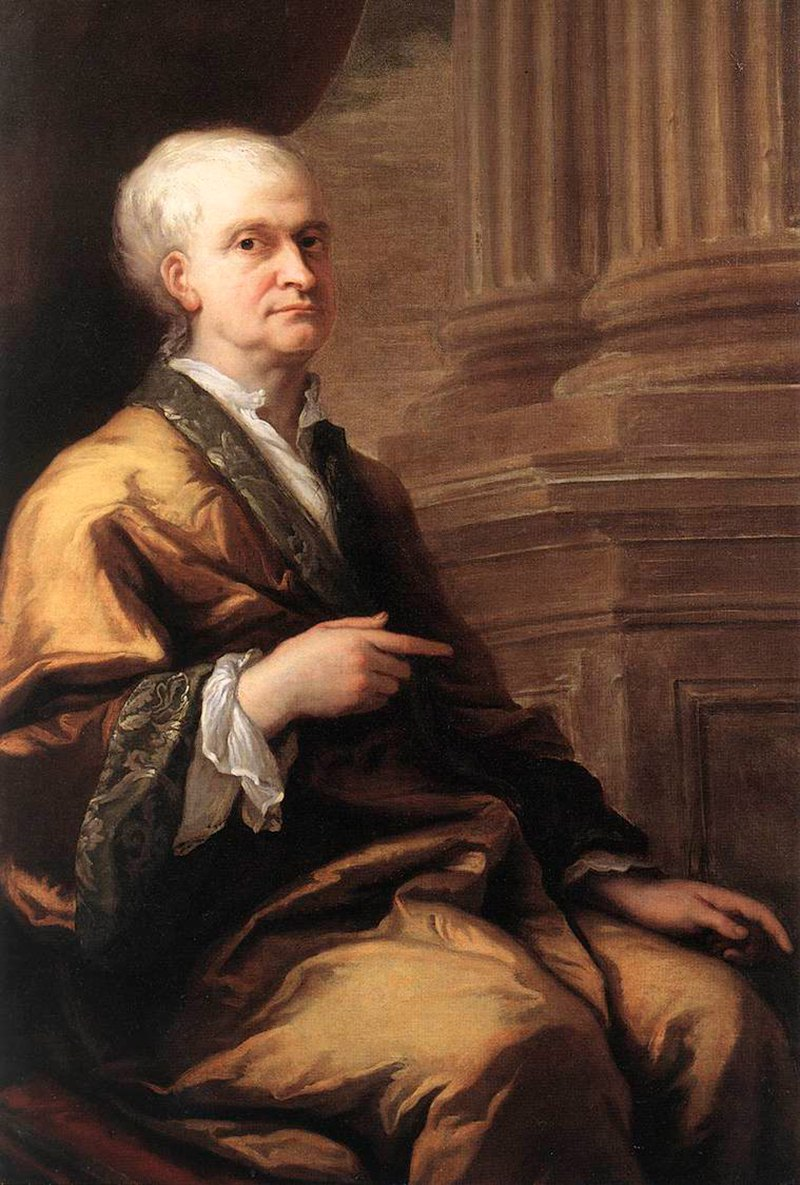
آیزاک نیوتن در سال‌خوردگی در ۱۷۱۲، نقاشی از سر جیمز ثرنهیل

در همین دوران مرخصی اجباری بود که نیوتن نظر خود را دربارهٔ گرانش پایه ریخت. بر اساس داستانی مشهور، روزی نیوتن زیر یک درخت سیب نشسته بوده که ناگاه سیبی به زمین افتاد و او به یکی‌بودن نیروی گرانش در زمین و آسمان پی برد. این داستان در واقع اغراق‌شدهٔ خاطره‌ای است که نیوتن نقل کرده بود. بعدها، او اقرار کرد که داستان افتادن سیب، ساختگی بوده و کشف جاذبه به تحقیقات پیشین او برمی‌گردد و او این داستان را برای جلب توجه مردم ساخته است. سال‌ها بعد در ۱۵ آوریل ۱۷۲۶، او به دوست نویسنده‌اش ویلیام استاکلی گفت: «این رخداد این پرسش را به ذهنم آورد که چرا سیب همیشه یک‌راست به پایین می‌افتد؟ چرا به جای حرکت به سمت مرکز زمین، به طرف‌های دیگر یا به بالا نمی‌رود؟» (برداشته از کتاب «یادداشت‌هایی از زندگانی سر آیزاک نیوتن») پس از برطرف شدن خطر طاعون در ۱۶۶۷، نیوتن به کمبریج بازگشت و عضو کالج ترینیتی شد و در ۱۶۶۸ با دریافت مدرک فوق لیسانس و کرسی استادی لوکازیَن جایگاه خود را محکم کرد.

## اوج فعالیت‌های علمی

### نورشناسی
در دههٔ ۱۶۶۰ میلادی نیوتن دربارهٔ شکست نور تحقیق می‌کرد. او دریافت که اگر نور سفید از یک منشور بگذرد، به طیفی از رنگ‌ها تجزیه می‌شود و این‌که با قرار دادن وارونهٔ منشور مشابه دیگری در مسیر نور تجزیه‌شده، می‌توان رنگ‌های طیف را بازترکیب کرد و به نور سفید رسید. او دلیل تشکیل طیف را چنین توجیه می‌کرد؛ نور جریانی از ذرات کوچک است که به خط مستقیم در فضا حرکت می‌کنند و با گذر از یک ماده شفاف مانند منشور به ماده‌ای دیگر، این ذرات بسته به نوع لرزش خود با زاویه‌های گوناگون می‌شکنند. در نتیجه ذرات نور سفید از هم جدا شده به شکل طیف هفت رنگ ظاهر می‌شوند.

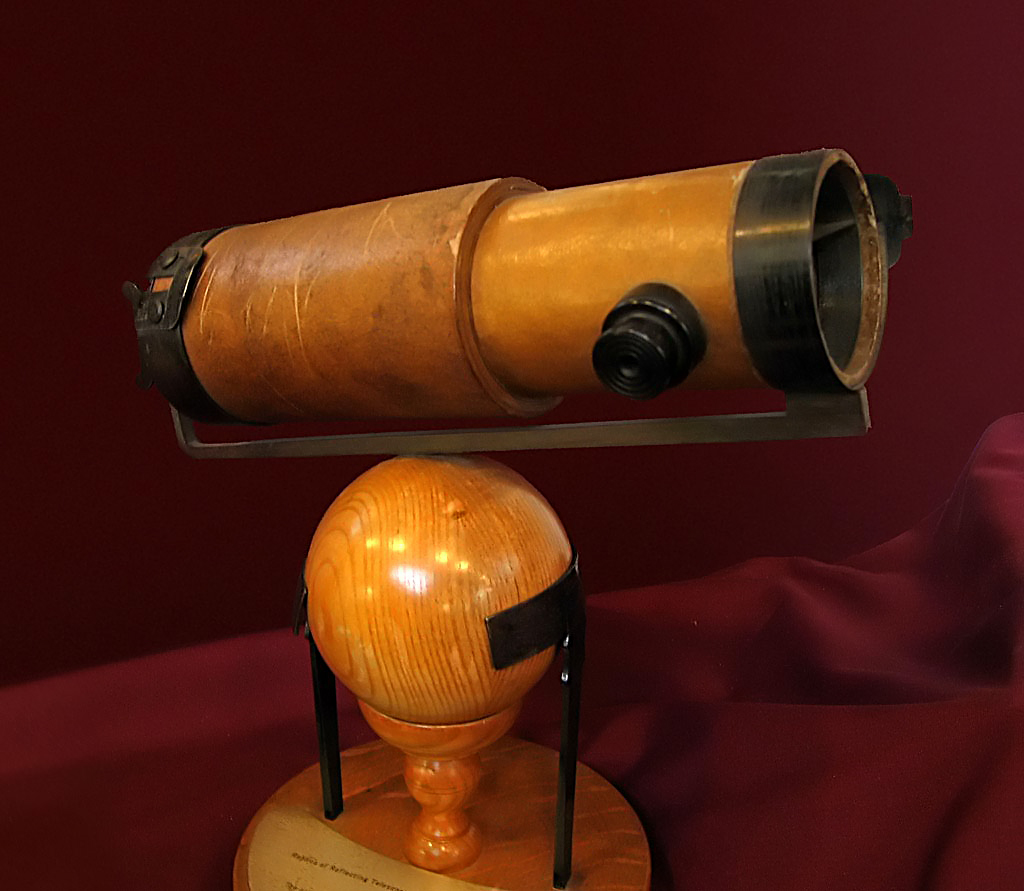
نسخه دیگر تلسکوپ بازتابی نیوتن که او در ۱۶۷۲ به انجمن سلطنتی ارائه کرد.

این ویژگی در تلسکوپ‌های شکستی، به پراکندگی نور می‌انجامد؛ لبه‌های عدسیهای این تلسکوپ‌ها مانند منشور عمل کرده و نور سفید را به صورت طیف درمی‌آورند و در تصویر تلسکوپ حاشیه‌های رنگی پدیدمی‌آورند. برای حل این مشکل نیوتن در ۱۶۶۸ تلسکوپ بازتابشی را، که جیمز گرگوری اسکاتلندی پیش‌تر طراحی کرده‌بود، کامل کرد و آن را همراه با تحلیل دقیق قوانین بازتابش و تجزیهٔ نور به انجمن سلطنتی پیش نهاد. کار نیوتن با مخالفت رابرت هوک فیزیک‌دان روبرو شد. هوک و کریستیان هویگنس هلندی در آن زمان صاحب تئوری موجی نور بودند که نیوتن آن را نمی‌پذیرفت. چندی بعد نیوتن بر پایه نظرات خود کتابی دربارهٔ نورشناسی به نام «اپتیکس» نوشت؛ ولی از بیم مخالفت‌های هوک، آن را تا ۱۷۰۴، که خود رئیس انجمن سلطنتی شده و رابرت هوک نیز در گذشته بود، منتشر نکرد.

### گرانش

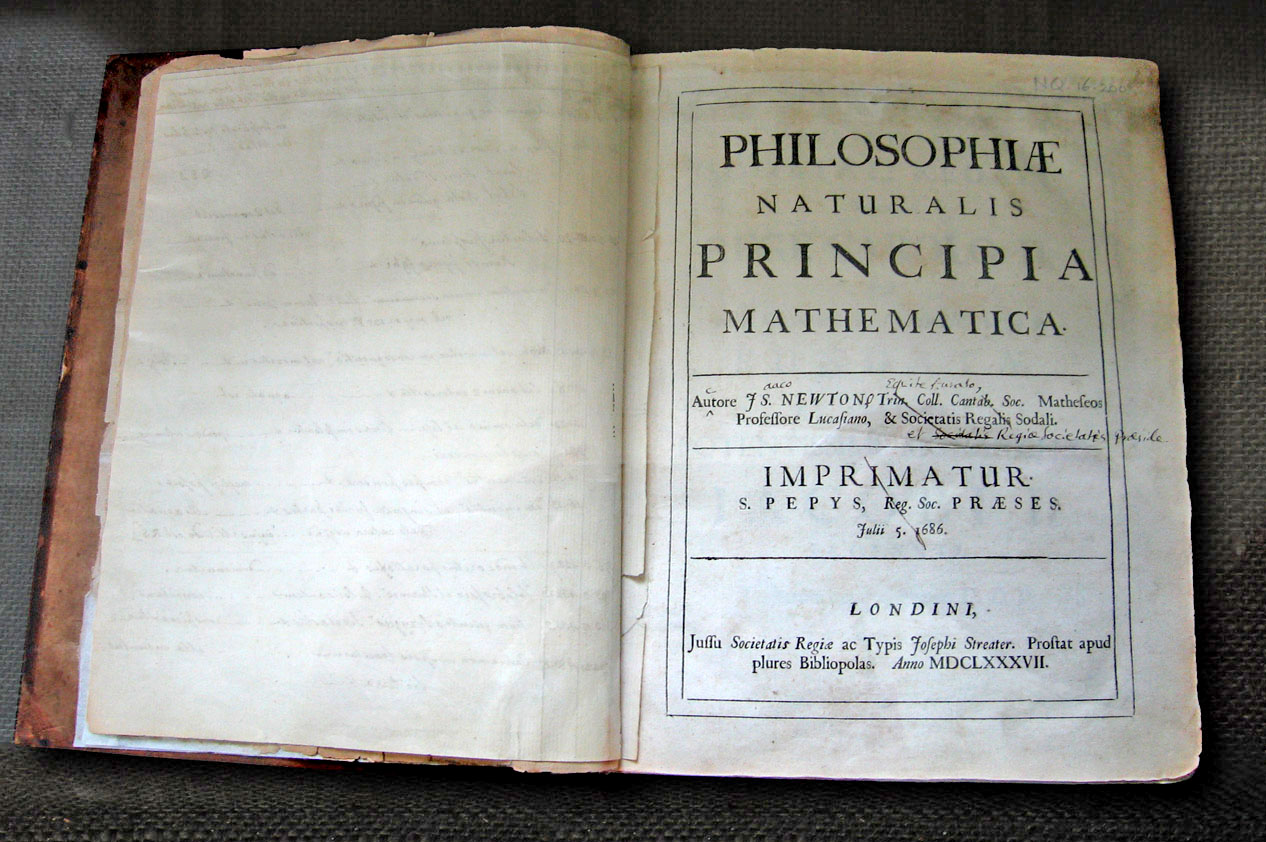
نسخه خود نیوتن از کتاب «پرینسیپیا» با اصلاحات دست‌نویس برای نسخه دوم

در ۱۶۸۴ نیوتن که مطالعات خود را دربارهٔ گرانش و چگونگی حرکت سیاره‌ها کامل کرده‌بود، رساله‌ای دربارهٔ آن نوشت که با توجه ادموند هالی ستاره‌شناس انگلیسی روبرو شد. با تشویق و پیگیری او سرانجام نیوتن کتابش با نام «اصول ریاضی فلسفهٔ طبیعی» را کامل و با سرمایه هالی و به‌زبان علمی آن روز، لاتین، منتشر کرد. این کتاب بر جهان علم به ویژه فیزیک اثری بزرگ گذاشت و برخی آن را برترین کتاب علمی تاریخ دانسته‌اند. یکی از نکاتی که دربارهٔ تهیه و تنظیم کتاب «اصول ریاضی» چندان توجهی بدان نشده اینست که نیوتون این شاهکار را در عرض هجده ماه تمام کرد و در مدتی که به تحریرش اشتغال داشت به‌قدری از دنیا بی‌خبر بود که بارها صرف غذا را فراموش می‌کرد و برای استراحت و خواب چندان وقت صرف نمی‌کرد، چه در حقیقت خلق چنین اثری بزرگ در چنین مدتی کوتاه مستلزم تمرکز کامل فکر است. به‌همین جهت، نیوتون در پایان نگارش این شاهکار هم از حیث قوای جسمانی و هم آنِ فکری علیل و فرسوده شد.
یوهانس کپلر ستاره‌شناس آلمانی در ۱۶۰۹ نظریهٔ انقلابی خود را دربارهٔ حرکت سیاره‌ها پیش نهاد. در آن زمان هنوز یافته‌های کوپرنیک مقبولیت عام پیدا نکرده‌بود و بیشتر مردم بر این باور بودند که سیاره‌ها، خورشید و دیگر ستارگان به دور زمین می‌گردند. کپلر در کتاب خود به نام «هیئت جدید» تمام این پندارها را در هم ریخت. او با بهره‌گیری از نتایج رصدهای استادش تیکو براهه و مشاهدات خود ثابت کرد که سیاره‌ها نه به دور زمین، که گرد خورشید می‌گردند و مدار آن‌ها نیز برخلاف تصور رایج دایره‌ای نیست بلکه بیضوی است. کپلر نتوانسته بود توضیح دهد که چرا مدار سیاره‌ها به این شکل است و چه نیرویی آن‌ها را به حرکت درمی‌آورد. همچنین مشخص نبود که چرا سرعت مداری سیاره‌ها وقتی به خورشید نزدیکترند، افزایش می‌یابد.
نیوتن در کتاب «اصول ریاضی فلسفه طبیعی»، معروف به «پرینسیپیا» (Principia)، به این پرسش‌ها پاسخ گفت. او ثابت کرد که نیروی کشش میان اجسام آسمانی، بر پایهٔ قانون عکس مربع عمل می‌کند؛ یعنی مقدار نیروی گرانش میان خورشید و سیاره برابر است با عکس مجذور فاصله آن‌ها. او با تحلیل ریاضی نشان داد که قانون عکس مربع، ناگزیر مسیر حرکت سیاره‌ها را بیضوی می‌سازد. او حساب دیفرانسیل را در این زمان پی ریخت. آنگاه گام بلند دیگری برداشت و قانون گرانش عمومی را کشف کرد که به موجب آن هر جسمی در عالم به هر جسم دیگری نیروی کششی وارد می‌کند و مقدار این نیرو محاسبه‌پذیر است.

### قوانین نیوتن در حرکت اجسام

گهواره نیوتن در حال حرکت

در بخش دیگری از پرینسیپیا، نیوتن چگونگی حرکت اجسام را با سه قانون توصیف کرده است. این قوانین آن‌قدر همه‌فهم و آشکارند که امروزه کسی گمان نمی‌برد نیازی به کشف‌شدن داشته‌باشند. با این حال نیوتن نخستین کسی بود که با نبوغ خود به آن‌ها پی‌برد و چیستان حرکت جسم را حل کرد.
- قانون اول نیوتن (قانون لَختی): «هر جسم در سکون یا حرکت یکنواخت در راستای خط مستقیم، به همان حالت می‌ماند مگر در اثر نیروهای بیرونی ناچار به تغییر آن حالت شود.»
- قانون دوم نیوتن (رابطهٔ نیرو و شتاب): «کل نیروی وارد بر یک جسم برابر است با حاصل‌ضرب جرم آن جسم در شتاب آن.»
- قانون سوم نیوتن (قانون کنش و واکنش): «هرگاه جسمی به جسمی دیگر نیرو وارد کند جسم دوم نیز نیرویی به همان اندازه (مقدار) ولی در خلاف جهت بر جسم اوّل وارد می‌کند.»

مجموعهٔ قوانین سه‌گانهٔ حرکت و قانون گرانش عمومی، اساس فناوری مدرن هستند و با پیدایش فرضیه‌های تازه‌تر از اهمیت آن‌ها کاسته نشده است.

## الهیات نیوتن
نیوتن جهان را تجلیِ سلطۀ مطلق خداوند می‌دانست. او در پیوست عمومی (۱۷۱۳) به کتاب اصول ریاضی فلسفۀ طبیعی نوشت:  
«این زیباترین سامانۀ خورشید، سیارات و ستاره‌های دنباله‌دار، تنها می‌تواند از تدبیر و فرمانروایی یک وجود هوشمند و توانا ناشی شده باشد.او در همه‌جا حاضر است، نه به‌صورت مجازی، بلکه به‌صورت جوهری؛ چرا که قدرت نمی‌تواند بدون جوهر وجود داشته باشد.» 
نیوتن نقش خدا در طبیعت را به «دستی» تشبیه می‌کرد که آفرینش را پایدار نگه می‌دارد:  
«خداوند به‌وسیلهٔ اراده‌اش می‌تواند اجسام را در حوزۀ بی‌کران حسِ یگانۀ خود حرکت دهد و بخش‌های گوناگون جهان را شکل دهد یا دگرگون کند. ما او را تنها از طریق صفاتش می‌شناسیم - فرمانروایی او همان بازوی الهی است که بر همه‌چیز حکم می‌راند.»  
پژوهشگران استدلال می‌کنند که الهیات نیوتن تأثیر عمیقی بر فیزیک او گذاشت و قوانین طبیعی را به‌عنوان تجلی ارادۀ الهی تفسیر می‌کرد.

## پذیرش مناصب حکومتی و ریاست انجمن سلطنتی
در کنار کارهای علمی، نیوتن از مسئولیت‌های حکومتی نیز روی‌گردان نبود. او در ۱۶۸۹، ۱۷۰۱ و ۱۷۰۲ به نمایندگی مجلس برگزیده شد. اگر چه تنها چیزی که در این سه سال در مجلس بر زبان آورد، درخواست بستن پنجره‌ها بود.

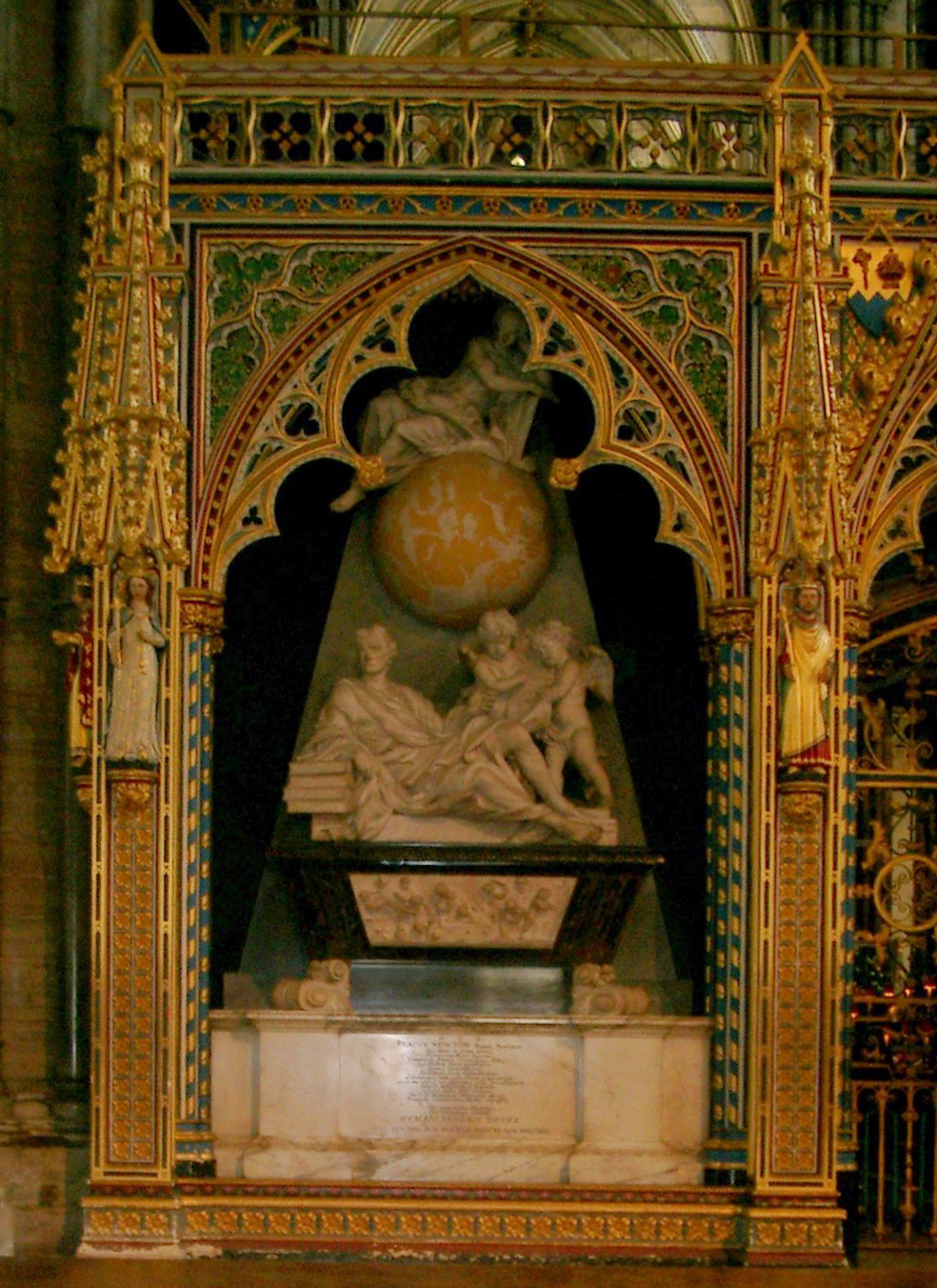
آرامگاه نیوتن در کلیسای وست‌مینستر

در ۱۶۹۶ با فرمان چارلز مونتاگو رئیس خزانه‌داری انگلستان، نیوتن ناظر ضرابخانه سلطنتی شد و سه سال بعد در ۱۶۹۹، مدیر آن شد. اگرچه نیوتن چنین مشاغلی را بیشتر برای سرگرمی می‌پذیرفت ولی گفته‌اند که در این مقام وظیفهٔ خود را «با شایستگی تمام» انجام می‌داد. از ۱۷۰۳ تا پایان عمر، نیوتن رئیس انجمن سلطنتی بریتانیا و همچنین یکی از اعضای فرهنگستان علوم فرانسه بود. او در ۱۷۰۵ از سوی ملکه آن به مقام شوالیه (شهسواری) رسید.
آیزاک نیوتن در ۸۴ سالگی در لندن درگذشت. پیکر وی را در کلیسای وست مینیستر به خاک سپردند. او نخستین دانشمندی بود که به این افتخار رسید.

## زندگی شخصی
نیوتن شخصیتی آشکارا غیرعادی داشت، بیش از اندازه استثنایی اما تک‌رو، سرد، بدعنق، تا حدی بدگمانی و به حواس‌پرتی و انجام کارهای غیرعادی معروف بود. او تا جایی پیش رفت که یک بار سنجاقی دراز را در کاسهٔ چشم خود، بین چشم و استخوان کاسهٔ چشم و تا جای ممکن نزدیک به عقب چشم خود فرو بُرد و به اطراف چرخاند تا ببیند چه می‌شود، اگرچه به گونه‌ای معجزه‌آسا، چیزی نشد. در موردی دیگر، تا جایی‌که می‌توانست تاب بیاورد به خورشید خیره شد تا ببیند چه اثری بر بینایی می‌گذارد؛ این بار نیز آسیب ماندگار ندید ولی مجبور شد چند روزی در یک اتاق تاریک بماند تا چشمانش به وضعیت عادی برگردند.
هرچند نیوتن بیشتر برای آثار علمی شهرت دارد اما تعدادی از رساله‌های وی دربارهٔ تفسیر کتاب مقدس شهرت دارند. وی خود را از اندک افراد زمانه می‌دانست که از سوی خدا برای تفسیر کتاب مقدس برگزیده شده بودند. وی مانند بسیاری دیگر از هم‌وطنان هم‌عصرش از ستایندگان آثار جوزف مید بود. نیوتن تأکید زیادی بر تفسیر مکاشفه یوحنا داشت و یادداشت‌های فراوانی دربارهٔ این بخش از انجیل دارد. وی تثلیث را باور نداشت. او نیمی از عمر خود را به کیمیاگری و کارهای خودسرانهٔ دینی گذراند و سال‌های سال به مطالعهٔ نقشهٔ طبقهٔ همکف معبد گمشدهٔ سلیمان در بیت‌المقدس گذراند (و زبان عبری را هم برای همین فرا گرفت) تا سرنخ‌های ریاضی برای پیداکردن تاریخ دومین بازگشت مسیح و پایان جهان را در آن پیدا کند. او به کیمیاگری نیز دل‌بسته بود تا جایی‌که تجزیهٔ یک رشته از موی سر نیوتن در دههٔ ۱۹۷۰ میلادی نشان داد که جیوهٔ مانده در آن، چهل برابر میزان عادی است، که این، حواس‌پرتی او را نیز توجیه می‌کند که گاهی هنگام بیدارشدن، ساعت‌ها فراموش می‌کرد که باید از رختخواب برخیزد و نشسته در تختش در اندیشه‌های خود غرق می‌شد.

## اختلافات علمی
آیزاک نیوتون با لایبنیتس بر سر اینکه کدام‌یک زودتر حساب دیفرانسیل و انتگرال را ابداع کرده‌اند، اختلاف داشت و هنگامی که لایبنیتس از آکادمی علوم سلطنتی درخواست کرد که کمیته‌ای بی‌طرف برای بررسی آن دست به کار شود، نیوتون که رئیس آکادمی بود، کمیته‌ای از دوستان خود را برای این کار برگزید. در نتیجه، لایبنیتس به سرقت فکری محکوم شد.
درگیری دیگر نیوتون با رابرت هوک بر سر کشف قوانین سه‌گانه حرکت بود. مدارک تازه‌به‌دست‌آمده نشان می‌دهد حق با رابرت هوک بوده است.

## پژوهش‌های انجیلی
نیوتن در نسخه‌ای از سال ۱۷۰۴ کوشش‌های خود برای استخراج داده‌های علمی از کتاب مقدس را توصیف می‌کند و نوشت که جهان زودتر از سال ۲۰۶۰ به پایان نخواهد رسید. او در این باره گفت: «این را نه برای اینکه پایانِ جهان را پیش‌بینی کرده باشم، می‌گویم؛ بلکه برای ابطال گمانه‌های عجولانهٔ انسان‌های خیال‌پرداز که مرتباً آخرالزمان را پیش‌بینی می‌کنند، می‌گوییم که با هر بار شکستِ پیش‌بینی‌هایشان، اعتبارشان کاهش می‌یابد.»